# Heterostemma wallichii
Heterostemma wallichii är en oleanderväxtart som beskrevs av Robert Wight. Heterostemma wallichii ingår i släktet Heterostemma och familjen oleanderväxter. Inga underarter finns listade i Catalogue of Life.